# Mánfa, Baranya
Mánfa este un sat în districtul Komló, județul Baranya, Ungaria, având o populație de 845 de locuitori (2011). 

## Demografie
Componența etnică a satului Mánfa
     Maghiari (86,52%)
     Romi (8,6%)
     Germani (3,59%)
     Necunoscut (0,77%)
     Croați (0,51%)
     Alții (0,77%)
Componența confesională a satului Mánfa
     Romano-catolici (39,53%)
     Fără religie (18,22%)
     Reformați (4,38%)
     Necunoscută (36,09%)
     Alte religii (3,31%)
Conform recensământului din 2011, satul Mánfa avea 845 de locuitori. Din punct de vedere etnic, majoritatea locuitorilor (86,52%) erau maghiari, existând și minorități de romi (8,6%) și germani (3,59%). Apartenența etnică nu este cunoscută în cazul a 0,77% din locuitori. Nu există o religie majoritară, locuitorii fiind romano-catolici (39,53%), persoane fără religie (18,22%) și reformați (4,38%). Pentru 36,09% din locuitori nu este cunoscută apartenența confesională.